# Frazer Yates
Frazer Yeats (nombre real George Brown), es un personaje ficticio de la serie de televisión australiana Neighbours, interpretado por el actor Ben Lawson del 12 de octubre del 2006 hasta el 25 de abril del 2008.